# Галилея
Галилея (на иврит: הגליל haGalil; на старогръцки: Γαλιλαία; на латински: Galileia; на арабски: الجليل, al-Jalīl) е територия в Северен Израел, която се дели на 3 части: Горна Галилея, Долна Галилея и Западна Галилея.
Граничи на север с Ливан, на запад със финикийското крайбрежие, Израелската долина на юг и Йорданската долина на изток.
Родина е на повечето апостоли и е местността, в която Иисус Христос, роден в околностите на Витлеем, Юдея, прекарва голяма от своето детство и юношество (според Матей за известно време е отведен от Йосиф и Мария в Египет, а според Лука с родителите си ежегодно посещава Йерусалим, за честването на празника Пасха).